# 背中 (曲)
「背中」（せなか）は、ASA-CHANG&巡礼の1枚目のシングル。2004年1月28日にMusicmineから発売された。

## 解説
初のシングル。小泉今日子をゲストボーカルに招いて収録された作品である。
ASA-CHANG本人は、収録曲について、「背中」は「しりとり感」のある歌詞、「Parlor」はパチンコみたいな曲と語っている。
初回盤は紙ジャケット仕様で、「つぎねぷと言ってみた」のミュージック・ビデオを収録したDVDが付属している。
「背中」のミュージック・ビデオは、「カな」の初回盤と「ライブのジュンレイ」に、収録されている。

## 収録曲
- CD

1. 背中　feat.小泉今日子[7:32]
  - 作詞、作曲、編曲：ASA-CHANG&巡礼
2. Parlor　feat.小泉今日子[4:01]
  - 作曲、編曲：ASA-CHANG
3. 背中 (instrumental)[7:22]
  - 作曲、編曲：ASA-CHANG&巡礼

- DVD（初回盤のみ付属）

1. つぎねぷと言ってみた（ミュージック・ビデオ）
  - 監督：不明